# Крешимир III
Крешимир III (на хърватски: Krešimir III) е хърватски крал от рода Търпимировичи царувал между 1000 г. и 1030 г. Той е по-малък брат на Светослав Суроня. След като Суроня поема властта през 997 г., Крешимир заедно с другия си брат Гоислав I оспорват властта му и в страната избухва гражданска война. Крешимир и Гоислав се обръщат за помощ към българския цар Самуил и той подтикнат от факта, че Суроня е съюзник на Византия и следователно негов враг, нахлува в Хърватия и опустошава Далмация чак до Задар, след което предава контрола върху завоюваната територия на двамата братя. Гражданската война продължава до преврата в 1000 г., когато бунтовниците успяват да свалят Суроня от трона. Светослав Суроня намира спасение в Унгария, където умира, а Крешимир и Гоислав си поделят властта.
Около 1015 г. Крешимир получава от василевса почетната титла патриций (patricius) изглежда като награда за проромейската си политика.
През лятото на 1018 г. Крешимир подновява войната с Венеция в опита си да си върне загубените по времето на Суроня територии по Адриатическото крайбрежие. Но градовете по крайбрежието поискват помощ от дожа Отоне Орсеоло, който се намесва и успешно отблъсква нападенията на хърватите. Островите Крък и Раб предпочитат да са под контрола на републиката и се договарят да ѝ плащат ежегоден данък.
На 1 септември 1004 г. Василий Войоанис, ромейски военачалник по всяка вероятност от български произход, преминал на страната на Византия след завладяването на България, нахлува по Адриатическото крайбрежие и пленява съпругата на Крешимир. Пленницата е отведена отначало в Бари, а след това в Константинопол.
След смъртта на император Василий II през 1025 г. Крешимир спира да плаща данък на империята. През 1027 г. отново прави опит да си върне контрола върху градовете в Далмация, този път подкрепен от Стефан I Унгарски. Има предположение базирано на една хроника, че е възможно Крешимир да е взел участие във войната срещу императора на Свещената римска империя Конрад II през 1030 г. на страната на Унгария, но това не е потвърдено от друг източник.
Около 1020 г. в Хърватия се завръща неговият племенник Стефан Светославич, син на Светослав Суроня, начело на унгарски наемници, с помощта на които завзема Славонска Хърватия. Обявен е за бан на Славонска бановина и тази провинция до 1074 г. остава под властта на неговите потомци, бидейки само формално част от Хърватия, но в действителност подчинена на Унгарското кралство.
През 1030 г. Крешимир е наследен на престола от сина си Стефан I Крешимирович.